# Dreifaltigkeitskloster Derman

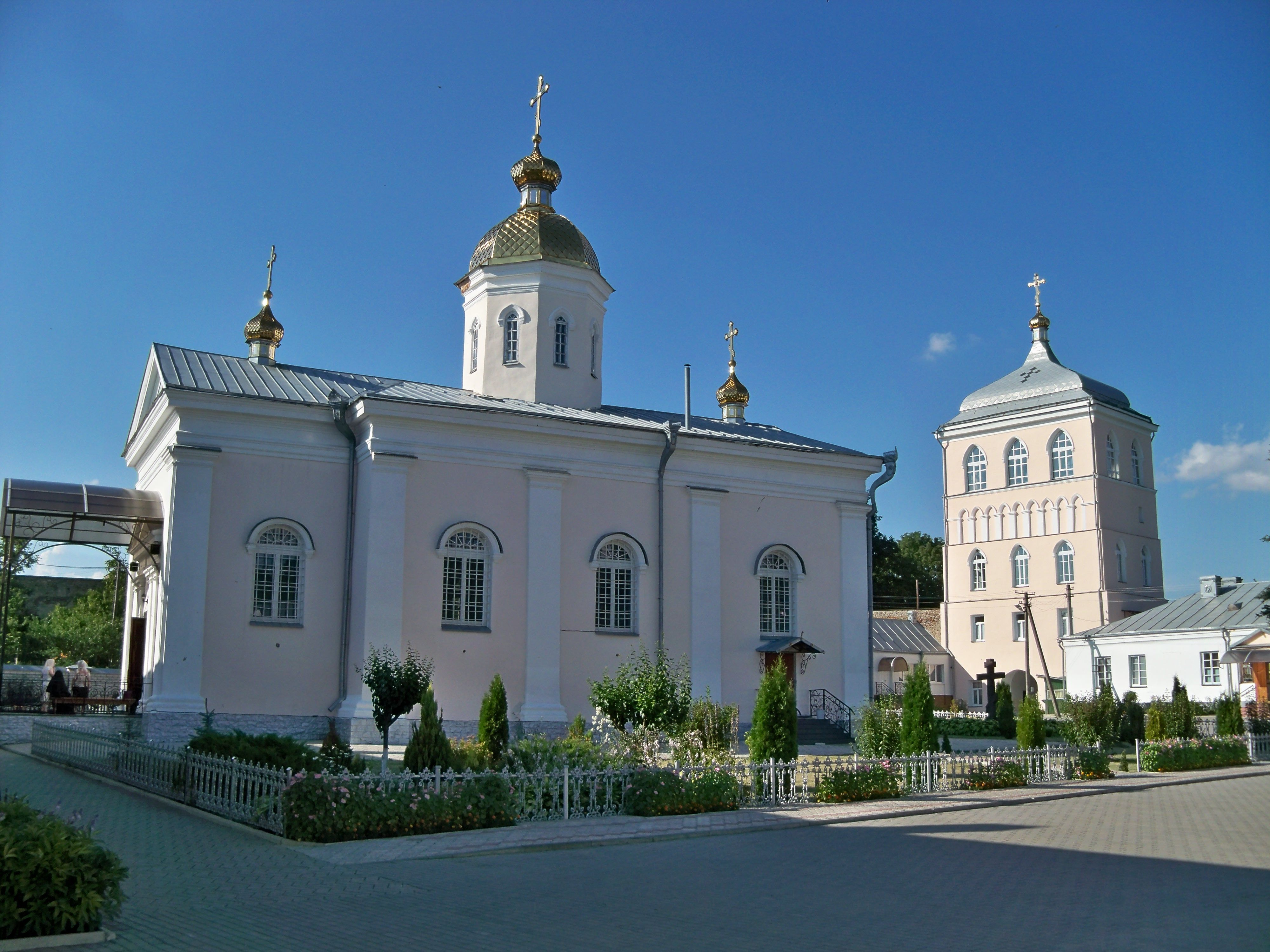
Dreifaltigkeitskathedrale

Das Kloster der heiligen Dreifaltigkeit ist ein orthodoxes Frauenkloster in Derman in Wolhynien in der Ukraine.

## Geschichte

### Königreich Polen
Das Kloster wurde 1428 durch Wasyl Ostrogski als orthodoxes Mönchskloster gegründet. Es stand in den folgenden zweihundert Jahren unter dem Schutz und der Förderung seiner Nachkommen. 1574 bis 1575 arbeitete der bekannte Drucker Iwan Fjodorow im Kloster.
1596 lehnte es die Union von Brest ab und wurde zu einem Zentrum des orthodoxen Widerstandes gegen die neue unierte Kirche. 1602 schenkte Konstanty Wasyl Ostrogski dem Kloster eine Druckerei. In den folgenden Jahren entstanden hier wichtige theologische, liturgische und polemische Schriften.
Nach dem Tod des letzten männlichen Nachkommen Janusz Ostrogski 1620 wandten sich die Nachfolger der unierten Kirche zu. 1635 ging das Kloster offiziell zu ihr über und wurde an den Orden der Basilianer übergeben.

### Russisches Kaiserreich

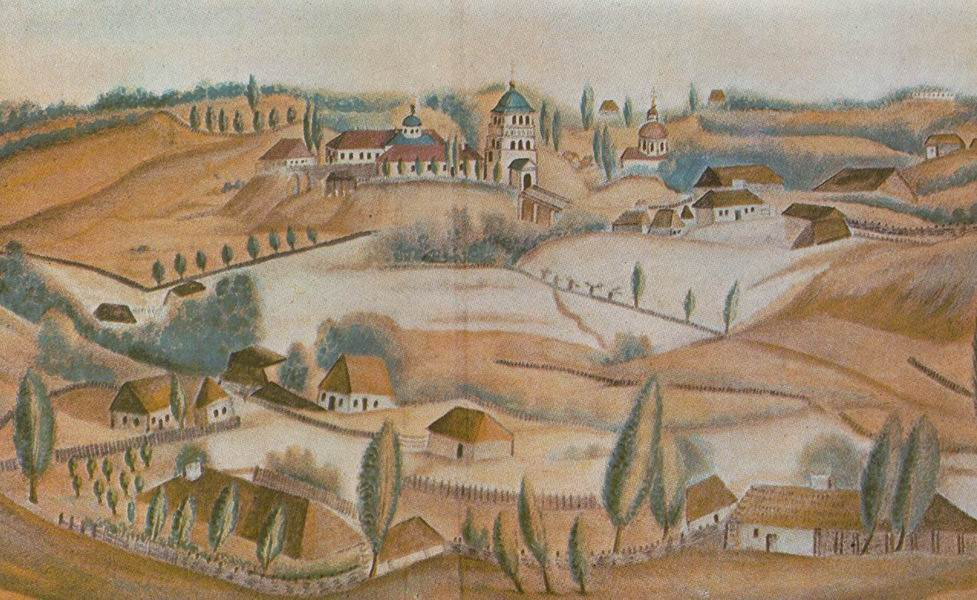
Dreifaltigkeitskloster, 1845

1821 wurde das Kloster von den russischen Behörden wieder in ein orthodoxes Männerkloster umgewandelt. 1915 gab es noch acht Mönche, bis 1920 war es geistliches Seminar.

### Zweite polnische Republik
1920 wurde es eine bischöfliche Mädchenschule, Anfang der 1930er Jahre wahrscheinlich ein Privatgymnasium.

### Ukrainische SSR
1949 wurden wieder ein Männer- und ein Frauenkloster eingerichtet. 1960 wurden sie geschlossen. Danach war es Internat und Schule für lernschwache Schüler.

### Ukraine
1991 wurde es als Frauenkloster neu gegründet und der Ukrainischen Orthodoxen Kirche Moskauer Patriarchats übergeben.